# 語り継ぐこと (アルバム)
語り継ぐこと（かたりつぐこと）は2012年10月24日に発売された、元ちとせのベストアルバム。

## 概要
元ちとせ初のベストアルバム。
通常盤と初回限定盤の2形態でリリースされた。初回限定盤には、Music Videoが収録されたDVDが付属している。

## 収録曲
1. ワダツミの木
  - デビューシングル。
2. いつか風になる日
  - 5枚目のシングル。
3. 君ヲ想フ
  - 2枚目のシングル。
4. この街
  - 3枚目のシングル。
5. 千の夜と千の昼
  - 4枚目のシングル。
6. ひかる・かいがら
  - 1枚目のオリジナルアルバム『ハイヌミカゼ』収録曲。
7. 蛍星
  - 10枚目のシングル。
8. 青のレクイエム
  - 8枚目のシングル。
9. 六花譚
  - 4枚目のオリジナルアルバム『カッシーニ』収録曲。
10. なごり雪
  - カバーアルバム『Orient』収録曲。かぐや姫のカバー。
11. 春のかたみ
  - 7枚目のシングル。
12. 雫
  - カバーアルバム『Orient』収録曲。スキマスイッチのカバー。
13. 恵みの雨
  - 4枚目のオリジナルアルバム『カッシーニ』収録曲。
14. 語り継ぐこと
  - アルバム表題曲。6枚目のシングル。
15. あなたがここにいてほしい
  - 9枚目のシングル。

### 初回限定盤DVD
1. ワダツミの木
2. 君ヲ想フ
3. この街
4. 千の夜と千の昼
5. いつか風になる日
6. 語り継ぐこと
7. 春のかたみ
8. 青のレクイエム
9. あなたがここにいてほしい
10. ミヨリの森
11. 恵みの雨
12. 蛍星
13. カッシーニ
14. 死んだ女の子